# Guta Nascimento
Guta Nascimento (Rio de Janeiro, 25 de outubro de 1968) é uma jornalista brasileira formada em Comunicação Social, habilitação em Jornalismo, pela Universidade Federal do Rio de Janeiro (UFRJ).
Atualmente é uma das diretoras da Touareg Agência de Conteúdo. É também editora das reportagens especiais de Ana Paula Padrão no Jornal da Record. Passou pelas emissoras de TV Globo, SBT e TVE do Rio de Janeiro.| 
Atualmente atua como diretora de redação da revista Claudia, publicada pela Editora Abril. 